# Castello di Pillnitz
Il Castello di Dresda (in tedesco: Schloss Pillnitz) è un castello situato nella città tedesca di Pilnitzz.

## Descrizione
Si trova sulla riva del fiume Elba, nell'antico villaggio di Pillnitz. Il castello di Pillnitz fu la residenza estiva di molti sovrani della Sassonia. L'edificio è noto per essere stato il luogo in cui venne promulgata la Dichiarazione di Pillnitz nel 1791.
Il complesso del castello di Pillnitz è costituito da tre edifici principali, il Wasserpalais situato sul lungofiume; il Bergpalais posto sul fianco della collina e il Neues Palais, che li collega sul lato est. Gli edifici al loro interno possiedono un giardino barocco e sono circondati da un grande parco pubblico.
Oggi il palazzo ospita il due musei: il Kunstgewerbemuseum e il Schlossmuseum.